# Claes Levin
Claes Torbjörn Levin, född 9 maj 1927 i Malmö, död 12 juli 2014 i Eskilstuna, var en svensk jurist som var lagman i Eskilstuna tingsrätt från 1988 till 1993.
Levin avlade studentexamen i Stockholm 1945 och juris kandidatexamen vid Stockholms högskola 1951. Han genomförde tingstjänstgöring i Västra Göinge domsaga 1951–1953, innan han blev fiskal i Svea hovrätt 1954. Levin blev 1956 tingssekreterare i Livgedingets domsaga,  1959 adjungerad ledamot i Svea hovrätt och 1960 assessor i Västerås rådhusrätt, där han 1965 blev rådman. Han utnämndes 12 februari 1971 till rådman i Eskilstuna tingsrätt. Levin utnämndes 24 mars 1988 till lagman i Eskilstuna tingsrätt.